# Swedsoft
Swedsoft är en ideell förening, intresseorganisation, som arbetar för att öka svensk mjukvaras konkurrenskraft. Föreningen arbetar för att Sverige ska vara världsledande på utveckling av mjukvara, mjukvaruintensiva produkter, system och tjänster. 
Bland medlemmarna finns näringsliv från olika branscher, lärosäten, institut, kommunala bolag och organisationer. 
Swedsoft har bland annat uppmärksammats för den statistik om mjukvarans vikt för svenska företag som man tar fram tillsammans med bland annat SCB.

## Medlemmar[1]
Bland medlemmarna finns bland annat: 
Näringsliv: Ericsson, AB Volvo, Volvo Cars, SKF, Saab och Combitech samt en mängd SME-bolag i olika storlekar
Lärosäten och institut: Chalmers, Göteborgs universitet, Blekinge tekniska högskola, Linköpings universitet, Linnéuniversitetet, Luleå tekniska högskola, Lunds universitet, Malmö universitet,  Mälardalens högskola och Rise Research Institutes of Sweden
Kommunala bolag: Science Park Mjärdevi och Business Region Göteborg
Organisationer: Teknikföretagen och Wikimedia Sverige

## Företrädare
Generalsekreterare:
- 2022- Stefan Jakab
- 2016-2022 Gabriel Modéus[3]
- 2012-2015 Björn Hovstadius (co-director)
- 2012-2015 Jaana Nyfjord (co-director)
- 2011-2012 Niklas Rudemo

Ordförande:
- 2022- Stefan Frank
- 2019-2022 Richard Bunk
- 2018-2019 Niklas Lindhardt
- 2014- 2018 Stefan Andersson
- -2014 Anders Caspár